# Віктор Гетц
Віктор Гетц (Гьотц, нім. Viktor Götz) — австрійський футболіст, що грав на позиції нападника або півзахисника. Відомий виступами за клуби «Зіммерингер» (Відень), САШК (Сараєво) і «Граджянскі» (Загреб).

## Життєпис
Разом зі старшим братом Фердинандом Гетцем грав у команді вищого дивізіону чемпіонату Австрії «Зіммерингер» починаючи з сезону 1917-18 по сезон 1919-20.
На початку 20-х років обидва брати перебрались до Югославії, де продовжили грати футбол в клубі САШК (Сараєво). Віктор у 1923 році став гравцем клубу «Граджянскі» (Загреб), де перший рік грав на позиції півзахисника. В першому ж сезоні здобув з командою одразу три титули. Спочатку команда виграла кубок Загреба (Гетц грав в 1/4 і 1/2 турніру, а у фіналі не грав), згодом перемогла у чемпіонаті Загреба, завдяки чому потрапила до фінального турніру першого чемпіонату Югославії, де також стала переможцем. У фіналі «Граджянскі» в переграванні переграв САШК (Сараєво) (4:2, один з голів забив Віктор), у складі якого грав брат Фердинанд.
Наступного сезону «Граджянскі» виграли лише чемпіонат Загреба, а у чемпіонаті Югославії поступились «Хайдуку» зі Спліту (4:4, 0:5). Влітку 1924 року Віктор у складі збірної міста Загреба став переможцем Кубка короля Олександра, турніру для збірних найбільших міст країни.
В сезоні 1924-25 року «Граджянскі» втретє поспіль перемогли чемпіонаті Загреба, а Віктор забив 15 голів, з яких 6 у ворота команди «Чаковецький ШК», переможця провінції, переможеного у фіналі чемпіонату асоціації з рахунком 10:1. У кубку Загреба і чемпіонаті країни «Граджянскі» того сезону програли у фіналах змагань відповідно клубам ХАШК (1:2) і «Югославія» (2:3).
Наступного року Віктор повернувся у САШК, де грав до 1931 року. Регулярно перемагав з командою в чемпіонаті Сараєво. У фінальний турнір національного чемпіонату команда також регулярно потрапляла, але виступала там без особливого успіху. Загалом у складі САШКа Віктор зіграв 20 матчів і забив 4 голи у чемпіонаті і за цим показником є рекордсменом клубу. У 1930 році став фіналістом кубка Югославського футбольного союзу. У фіналі САШК поступився команді САНД (Суботиця) (2:2, 1:2).
Грав за збірну міста Сараєво, зокрема у її складі, був учасником матчів вищезгаданого Кубка короля Олександра у 1927 році.

## Трофеї і досягнення
- Чемпіон Югославії: 1923
- Срібний призер чемпіонату Югославії: 1925
- Переможець кубка короля Олександра: 1924
- Фіналіст кубка Югославського футбольного союзу: 1930
- Чемпіон Загреба: 1923, 1924, 1925
- Володар кубка Загреба: 1923
- Чемпіон Сараєво: 1926, 1927, 1928